# Mei-chan no Shitsuji
Mei-chan no Shitsuji (メイちゃんの執事 lit. El mayordomo de Mei-chan?) es una serie de manga escrita e ilustrada por Riko Miyagi. Fue publicado en la revista Margaret de Shueisha. Fue adaptado a la televisión japonesa, y transmitido por Fuji TV entre el 13 de enero de 13 y el 17 de marzo de 2009.

## Media

### Manga
Mei-chan no Shitsuji escrito e ilustrado por Riko Miyagi. El manga fue serializado por la revista Shueisha de Magaret. Los capítulos han sido coleccionados hasta 14 tankōbon por Shueisha el 25 de noviembre de 2010 y la serie todavía esta en curso. El manga es publicado en Taiwán por Tong Li Publishing.

### Drama
El manga ha sido adaptado a la televisión japonesa, y se transmite por Fuji TV entre el 13 de enero y el 17 de marzo de 2009. El DVDRegion 2 sale al mercado el 17 de junio de 2009.

## Recepción
Mei-chan no Shitsuji en la primera mitad del año 2009 es conocida por estar en el sexto lugar de los mangas más vendidos en Japón con más de 2 580 155 copias vendidas entre el 17 de noviembre de 2008 y el 17 de mayo de 2009. El primer volumen de  Mei-chan no Shitsuji fue llevado al lugar 36 de los mangas más vendidos en Japón en el 2009 con 334,536 copias vendidas desde el 17 de noviembre de 2008 hasta el 17 de mayo de 2009. Mei-chan no Shitsuji llega al lugar número 7 como uno de los mangas más vendidos del 2009 con 3,076,659 copias. El primer volumen alcanza el lugar 12 según Tohan charts entre enero 13 y 19, 2009. Llega al lugar 12 de nuevo entre el 27 de enero y el 2 de febrero de 2009, y al lugar 10 entre febrero 10 y 16 del 2009. El segundo volumen llega al número 13 entre el 13 y el 19 de enero de 2009. El tercer volumen llega al 19. El Cuarto al 37. El quinto al 24. El sexto al  25. El séptimo al 23 y 30. El noveno llega al ranking 1, 5 y 16. El décimo llega al lugar 2, 14 y 30.
Los 10 episodios de Mei-chan no Shitsuji han estado en los mejores ranking de Anime de la Televisión Japonesa. El DVD de la serie llega al segundo DVD más vendido entre  el 8 a 14 de junio de 2009 con 11 170 copias vendidas. Mei-chan no Shitsuji se lleva dos premios en el 60 aniversario de los Premios de la Academia Japonesa de Drama el 22 de abril de 2009. Mei-chan no Shitsuji es reconocido como el mejor drama y a Takeru Satoh lo premian como mejor actor.